# دنیای دی‌سی
دنیای دی‌سی (به انگلیسی: DC Universe) که به اختصار DCU نامیده می‌شود، یک دنیای مشترک تخیلی است که بیشتر داستان‌های کمیک‌های آمریکایی منتشر شده توسط دی‌سی کامیکس در آن اتفاق می‌افتد. ابرقهرمانانی مانند نایتوینگ و فلش و سوپرمن، بتمن، واندر وومن، رابین، مارشن من‌هانتر، گرین لنترن، آکوامن، گرین ارو و شزم و بتگرل و سوپرگرل همچنین تیم‌هایی مانند لیگ عدالت، تایتان‌های نوجوان و جوخه انتحار و لیگ عدالت تاریک از این جهان هستند. همچنین ابرشرورهای معروفی مانند جوکر، لکس لوتر، یوزپلنگ، زن گربه ای، هارلی کوئین، پویسون آیوی، دث استروک، ددشات، بلک آدام، پروفسور زوم، بلک مانتا، پنگوئن، ریدلر، مترسک، دو چهره، رأس الغول، سینسترو، آتروسیتوس، برینیاک، و دارکساید در آن حضور دارند
دنیای دیسی دارای ۵۲ جهان موازی است که برای اولین بار در کمیک‌های فلش معرفی شدند.
دنیای کمیک‌های دیسی دو ریبوت بزرگ را پشت سر گذاشته که اولین آنها ریبوت New 52 بوده‌است که در سال ۲۰۱۱ پس از رویداد فلش‌پوینت اتفاق افتاد در این رویداد فلش که پروفسور زوم با سفر در زمان به زمانی که بری آلن (فلش) کودک بود مادر او را کشته بود تصمیم می‌گیرد خود به گذشته برود و جان مادرش را نجات دهد اما این اتفاق همه چیز دنیای دیسی را دگرگون می‌کند به عنوان مثال دیگر بروس وین نقش بتمن را نداشت و به جای آن که پدر و مادرش کشته شده باشند او کشته شده بود و پدرش توماس وین به بتمن تبدیل شده بود و اکوامن و زن شگفت‌انگیز در جنگ با یکدیگر بودند و چیزی به نام لیگ عدالت وجود نداشت سپس در حالی که دنیا در حال نابودی بود بری می‌دود و جلوی خود گذشته اش را از نجات مادرش می‌گیرد ولی متوجه می‌شود باز هم تغییراتی در دنیای دیسی ایجاد شده و اینگونه دنیای دیسی ریبوت و از نو ساخته شد و همه چیز در آن رنگ و بویی تازه به خودش گرفت با وجود اینکه بسیاری از وقایع از پیش اتفاق افتاده نیز همچنان جزو دنیای جدید محسوب می‌شد.ند همچنین کمیکهای دیسی از شماره ۱ منتشر شدند و دیسی با این اقدام انقلابی موج جدیدی از خوانندگان را جذب کرد و بالاخره در ماه می سال ۲۰۱۶ دیسی یک یونیورس تازه را در دنیای کمیک‌های خود به اسم DC Rebirth شروع کرد انتشار کمیک DC Universe Rebirth #1 پایان کار سری New 52 بود و طی این رویداد دوباره کمیک‌های دیسی از شماره ۱ منتشر شدند. در زمینه اقتباسی دیسی آثار بسیار زیادی دارد از جهان‌های اقتباس شده از دنیای دیسی که از چندین فیلم و سریال مرتبط به هم تشکیل شده‌اند می‌توان به ارو ورس و دنیای توسعه یافته دیسی اشاره کرد.
از سریال‌های ارو ورس می‌توان به فلش و کماندار و سوپرگرل و سوپرمن و لوئیز اشاره کرد و از فیلم‌های دنیای توسعه یافته دیسی به اختصار (DCEU) می‌توان به مرد پولادین و لیگ عدالت و بتمن علیه سوپرمن و زن شگفت‌انگیز و جوخه انتحار و پرندگان شکاری و فیلم فلش که به زودی اکران خواهد شد اشاره کرد. ابرقهرمانانی مثل فلش (بری آلنِ سریال ۲۰۱۴) یا سوپرمن در فیلم یا بتمن در فیلم از این جهان‌ها هستند
دنیای توسعه یافته دیسی (DCEU) که به آن اشاره شد از زمان شروعش با فیلم مرد پولادین فیلم خوب و چشم‌گیری نداشته و تقریباً همیشه از دنیای سینمایی مارول عقب مانده بود به همین دلیل این دنیا با فیلم فلش ریبوت می‌شود و به DCU تغییر نام می‌دهد که این تنها تغییر آن نخواهد بود. رهبر جهان جدید دیسی پس از ریبوت جیمز گان است جیمز گان و همکارش پیتر سفرن در حال برنامه‌ریزی برای فیلم‌ها و سریال‌های آینده دیسی هستند جیمز گان اخیراً خبر از آماده‌سازی برنامه‌های دنیای دیسی (DCU) داده‌است او مدتی پیش اعلام کرد که قرار است در آینده سوپرمنی بسیار جدید و جوانتر در این دنیا داشته باشیم بنابراین هنری کویل از این نقش کنار گذاشته شد و چندی پیش جیمزگان اعلام کرد دیوید کورن اسویت جایگزین او شد. همچنین جیمز گان گفته‌است بتمن بخش بزرگی از دنیای دیسی است.
همچنین بسیاری فیلم و سریال اقتباس شده از دیسی وجود دارند که به هیچ‌کدام از جهان‌های ارو ورس و DCEU مرتبط نیستند مانند سه‌گانه شوالیه تاریکی یعنی بتمن آغاز می‌کند و شوالیه تاریکی و شوالیه تاریکی برمی‌خیزد یا سوپرمن و سوپرمن ۲ و سوپرمن ۳ و سوپرمن ۴: در جستجوی صلح یا سریال تایتانز و دووم پاترول یا سریال فلش(۱۹۹۰) یا فیلم بتمن یا سریال اسمالویل.
فیلم بتمن به کارگردانی مت ریوز در ۲۰۲۲ ساخته شد و خیلی‌ها می‌پنداشتند که جهان این فیلم با جهان DCU ترکیب خواهد شد و بتمن DCU رابرت پتینسن (بازیگر بتمن در فیلم ۲۰۲۲)است اما جیمز گان این را تکذیب کرد که نشان می‌دهد قرار است بتمنی جدید در DCU داشته باشیم
همچنین دنیای دیسی انیمیشن‌های اقتباسی بسیار زیادی دارد مثل بتمن: مجموعه پویانمایی و بتمن: شوالیه تاریکی بازمی‌گردد (فیلم) و گرین لانترن: شوالیه‌های زمردین و بی عدالتی (فیلم ۲۰۲۱)و سوپرمن: فرزند سرخ و تایتان‌های نوجوان به پیش! سوپرمن: مرد فردا و لیگ عدالت: پارادوکس فلش‌پوینت و لیگ عدالت: فاجعه در دو زمین و لیگ عدالت در برابر پنج کشنده و لیگ عدالت تاریک (فیلم) و تایتان‌های نوجوان: قرارداد یهودا و تایتان‌های نوجوان (مجموعه تلویزیونی).
همچنین بازی‌های زیادی وجود دارند که از دنیای دیسی اقتباس شده‌اند مانند فلش (بازی ویدیویی۱۹۹۳) و بتمن: تیمارستان آرکهام و بتمن: شهر آرکهام و بتمن: ریشه‌های آرکهام و بتمن: شوالیه آرکهام و بی‌عدالتی: خدایان میان ما و بی‌عدالتی ۲ و سوپرمن: سایه‌های آپوکالیپس و لگو بتمن